# Serie A 1953/1954
Soutěžní ročník Serie A 1953/1954 byl 52. ročník nejvyšší italské fotbalové ligy a 22. ročník pod názvem Serie A. Konal se od 13. září 1953 do 20. června 1954 a skončila vítězstvím Interu, který obhájil titul z minulé sezony a byl to  již sedmý titul celkově.
Nejlepším střelcem se stal již počtvrté švédský fotbalista Gunnar Nordahl (Milán), který vstřelil v sezoně 23 branek.

## Události

### Před sezonou
Obhájci titulu z Inter se posílilo jen o jednoho skvělého hráče, když přišel Guido Vincenzi (Reggiana). Naopak jeho městský rival Milán dost vyměnil soupisku. Odešel Burini (Lazio), střelec Gren (Fiorentina) a Annovazzi (Atalanta), který byl vyměněn za Sørensena. Naopak přišel Bergamaschi (Como), Moro (Udinese) a Piccinini (Juventus). Také Juventus se dost vyměnil. Přišel jen Ricagni (Huracán) a odešlo spoustu skvělých hráčů: Hansen a Mari (oba Sampdoria), Carapellese (Janov), Bizzotto (Palermo), Vivolo (Lazio). Fiorentina se kromě Švéda Grena přivedlo Vidala (Peñarol) a Grattona (Como). Do Říma přišel zlatý střelec z finálového utkání z MS 1950 Ghiggia (Peñarol), který stál 33 milionů lir a o 7 více stál Moro (Sampdoria).
Další změny byli: Ottavio Bugatti (SPAL → Neapol), Renato Gei (Sampdoria → Brescia, Gino Pivatelli (Verona → Boloňa), Adriano Bassetto (Sampdoria → Atalanta), Emilio Caprile (Lazio → Como) a Giuseppe Casari (Neapol → Padova).

### Během sezony
Obhájci titulu Inter změnilo svou hru, když opustilo Catenaccio a hrálo více útočně, což doložilo 67 vstřelených branek (nejvíce). Již od 1. kola se držel ve vedení a opustilo jej až v prosinci, kdy jej vystřídal Juventus a poté i Fiorentina. Čtyři kola před koncem měl Juventus a Inter stejný počet bodů, jenže Bianconeri prohrálo v Atalantě a Nerazzurri uhrálo remízu v Palermu. Tím se osamostatnilo ve vedení o jeden body a udrželo to do konce sezony. Na 3. místě skončilo překvapivě Fiorentina a Milán, které měly o 7 bodů méně.
Také boj o sestup se hrálo do posledního kola, kdy se čtyři týmy ocitly na děleném posledním místě. Legnano nakonec sestoupilo potřetí a naposled do Serie B. Druhým sestupujícím se stalo Palermo, které odehrálo dodatečný mini turnaj s Udinese a SPALem a skončilo s jednou remízou poslední v tabulce.

## Účastníci
| Klub       | Město     | Stadion                      | Trenér | Nejlepší střelec                       |
| ---------- | --------- | ---------------------------- | --- | -------------------------------------- |
| Atalanta   | Bergamo   | Stadio Comunale              | Luigi Ferrero (1.–18. kolo) Francesco Simonetti + Luigi Tentorio                                                                                            | Adriano Bassetto (17)                  |
| Boloňa     | Boloňa    | Stadio Comunale              | Giuseppe Viani | Gino Cappello (12)                     |
| Fiorentina | Florencie | Stadio Comunale              | Fulvio Bernardini | Giancarlo Bacci (13)                   |
| Inter      | Milán     | Stadio San Siro              | Alfredo Foni | Gino Armano (13)                       |
| Janov      | Janov     | Stadio Luigi Ferraris        | György Sárosi | Giorgio Dal Monte (9)                  |
| Juventus   | Turín     | Stadio Comunale di Torino    | Aldo Olivieri | Eduardo Ricagni (17)                   |
| Lazio      | Řím       | Stadio dei Centomila         | Mario Sperone (1.–24. kolo) Federico Allasio | Alberto Fontanesi, Pasquale Vivolo (9) |
| Legnano    | Legnano   | Stadio di via Carlo Pisacane | Giuseppe Galluzzi | Nereo Manzardo (11)                    |
| Milán      | Milán     | Stadio San Siro              | Arrigo Morselli + Antonio Busini (1.–9. kolo) Béla Guttmann + Antonio Busini (10.–12. kolo) Béla Guttmann                                                   | Gunnar Nordahl (23)                    |
| Neapol     | Neapol    | Stadio della Liberazione     | Eraldo Monzeglio | Hasse Jeppson (20)                     |
| Novara     | Novara    | Stadio Comunale              | Imre Senkey | Andrea Marzani (7)                     |
| Palermo    | Palermo   | Stadio La Favorita           | Giovanni Varglien (1.–3. kolo) Massimiliano Varricchio (4.–5. kolo) Rudolf Hiden (6.–26. kolo) Carlo Scarpato + Gino Giaroli (27.–28. kolo) Nicolò Nicolosi | Enrique Martegani (10)                 |
| Řím        | Řím       | Stadio dei Centomila         | Mario Varglien (1.–8. kolo) Mario Varglien + Jesse Carver (9.–12. kolo) Jesse Carver                                                                        | Egisto Pandolfini (13)                 |
| Sampdoria  | Janov     | Stadio Luigi Ferraris        | Paolo Tabanelli | Oliviero Conti, Giuseppe Baldini (8)   |
| SPAL       | Ferrara   | Stadio Comunale              | Antonio Janni | Aziz Esel Bülent (9)                   |
| Turín      | Turín     | Stadio Filadelfia            | Jesse Carver (1.–8. kolo) Oberdan Ussello (9.–11. kolo) Luigi Miconi + Annibale Frossi                                                                      | Horst Buhtz (11)                       |
| Triestina  | Terst     | Stadio Comunale              | Nereo Rocco (1.–21. kolo) Severino Feruglio | José Curti, Erling Sørensen (7)        |
| Udinese    | Udine     | Stadio Moretti               | Giuseppe Bigogno | Giuseppe Virgili (9)                   |

## Tabulky
| Poř. | Tým        | Z  | V  | R  | P  | VG | OG | B  |
| ---- | ---------- | -- | -- | -- | -- | -- | -- | -- |
| 1.   | Inter      | 34 | 20 | 11 | 3  | 67 | 32 | 51 |
| 2.   | Juventus   | 34 | 20 | 10 | 4  | 58 | 34 | 50 |
| 3.   | Milán      | 34 | 17 | 10 | 7  | 66 | 39 | 44 |
| 4.   | Fiorentina | 34 | 15 | 14 | 5  | 45 | 27 | 44 |
| 5.   | Neapol     | 34 | 13 | 12 | 9  | 52 | 38 | 38 |
| 6.   | Řím        | 34 | 12 | 12 | 10 | 53 | 42 | 36 |
| 7.   | Boloňa     | 34 | 14 | 8  | 12 | 50 | 41 | 36 |
| 8.   | Sampdoria  | 34 | 11 | 12 | 11 | 38 | 40 | 34 |
| 9.   | Turín      | 34 | 9  | 15 | 10 | 37 | 46 | 33 |
| 10.  | Atalanta   | 34 | 10 | 11 | 13 | 54 | 53 | 31 |
| 11.  | Lazio      | 34 | 10 | 9  | 15 | 40 | 42 | 29 |
| 12.  | Janov      | 34 | 10 | 8  | 16 | 36 | 50 | 28 |
| 13.  | Triestina  | 34 | 9  | 10 | 15 | 42 | 64 | 28 |
| 14.  | Novara     | 34 | 8  | 11 | 15 | 34 | 50 | 27 |
| 15.  | Udinese    | 34 | 8  | 10 | 16 | 39 | 57 | 26 |
| 16.  | SPAL       | 34 | 8  | 10 | 16 | 33 | 53 | 26 |
| 17.  | Palermo    | 34 | 9  | 8  | 17 | 37 | 59 | 26 |
| 18.  | Legnano    | 34 | 6  | 13 | 15 | 44 | 58 | 25 |

Poznámky
- Z = Odehrané zápasy; V = Vítězství; R = Remízy; P = Prohry; VG = Vstřelené góly; OG = Obdržené góly; B = Body
- za výhru 2 body, za remízu 1 bod, za prohru 0 bodů.
- při rovnosti bodů rozhodovalo skóre.
- kluby Udinese, SPAL a Palermo hrály o udržení.

### O udržení
| Poř. | Tým     | Z | V | R | P | VG | OG | B |
| ---- | ------- | - | - | - | - | -- | -- | - |
| 1.   | Udinese | 2 | 1 | 1 | 0 | 3  | 1  | 3 |
| 2.   | SPAL    | 2 | 1 | 0 | 1 | 2  | 3  | 2 |
| 3.   | Palermo | 2 | 0 | 1 | 1 | 2  | 3  | 1 |

|  | Mistr ligy        |
|  | Sestup do Serie B |

## Statistiky

### Výsledková tabulka
|            | Atalanta | Boloňa | Fiorentina | Janov | Inter | Juventus | Lazio | Legnano | Milán | Neapol | Novara | Palermo | Řím | Sampdoria | SPAL | Turín | Triestina | Udinese |
| ---------- | -------- | ------ | ---------- | ----- | ----- | -------- | ----- | ------- | ----- | ------ | ------ | ------- | --- | --------- | ---- | ----- | --------- | ------- |
| Atalanta   | –        | 1:3    | 1:1        | 1:0   | 0:2   | 3:2      | 1:0   | 4:1     | 3:1   | 1:1    | 1:1    | 0:1     | 1:1 | 1:1       | 0:1  | 1:1   | 4:2       | 6:0     |
| Boloňa     | 2:1      | –      | 1:1        | 1:1   | 0:1   | 0:1      | 1:0   | 2:0     | 2:1   | 0:0    | 2:0    | 0:1     | 1:2 | 0:2       | 2:1  | 2:0   | 4:0       | 3:1     |
| Fiorentina | 3:0      | 1:3    | –          | 1:0   | 1:1   | 1:1      | 0:1   | 4:0     | 0:0   | 1:0    | 2:0    | 3:1     | 2:0 | 2:0       | 1:1  | 2:2   | 1:0       | 0:0     |
| Janov      | 1:0      | 3:3    | 1:3        | –     | 1:3   | 1:3      | 3:1   | 2:1     | 2:2   | 1:1    | 2:0    | 1:0     | 1:0 | 0:1       | 1:0  | 1:1   | 1:0       | 4:1     |
| Inter      | 3:1      | 3:2    | 2:1        | 1:0   | –     | 6:0      | 2:0   | 2:2     | 3:0   | 2:0    | 3:1    | 4:0     | 1:1 | 2:1       | 4:2  | 2:0   | 4:2       | 0:2     |
| Juventus   | 2:0      | 2:2    | 0:0        | 3:1   | 2:2   | –        | 0:0   | 2:1     | 1:0   | 3:2    | 0:0    | 4:1     | 3:0 | 1:0       | 3:1  | 0:0   | 3:1       | 1:0     |
| Lazio      | 2:2      | 1:1    | 2:3        | 3:0   | 0:1   | 2:1      | –     | 1:1     | 1:1   | 0:4    | 2:1    | 3:0     | 1:2 | 3:0       | 2:1  | 0:1   | 5:1       | 0:1     |
| Legnano    | 1:2      | 0:1    | 1:2        | 1:1   | 1:1   | 1:1      | 2:1   | –       | 2:2   | 1:0    | 5:1    | 3:0     | 2:2 | 2:2       | 1:3  | 0:0   | 2:1       | 0:0     |
| Milán      | 3:3      | 2:1    | 2:1        | 3:0   | 2:0   | 1:0      | 3:2   | 3:1     | –     | 3:2    | 0:0    | 2:1     | 1:2 | 1:1       | 6:1  | 0:1   | 4:0       | 2:1     |
| Neapol     | 6:3      | 2:1    | 0:0        | 0:2   | 2:1   | 1:2      | 2:1   | 1:0     | 0:1   | –      | 5:1    | 3:0     | 1:0 | 1:1       | 3:1  | 2:2   | 1:0       | 2:1     |
| Novara     | 0:4      | 1:0    | 0:0        | 2:0   | 2:3   | 0:1      | 2:1   | 0:0     | 1:1   | 1:1    | –      | 3:0     | 2:0 | 3:0       | 4:2  | 1:1   | 2:0       | 0:0     |
| Palermo    | 0:0      | 3:1    | 0:1        | 2:1   | 2:2   | 1:3      | 2:0   | 3:3     | 1:4   | 2:2    | 1:1    | –       | 1:3 | 2:1       | 1:0  | 1:1   | 1:1       | 4:0     |
| Řím        | 0:0      | 1:3    | 1:2        | 4:0   | 1:1   | 1:1      | 1:1   | 5:3     | 1:2   | 0:0    | 3:0    | 3:1     | –   | 3:1       | 3:0  | 2:2   | 3:1       | 3:0     |
| Sampdoria  | 2:0      | 2:2    | 2:0        | 0:0   | 0:0   | 0:1      | 0:0   | 3:1     | 2:1   | 1:0    | 3:1    | 2:2     | 2:1 | –         | 0:0  | 1:1   | 2:1       | 1:1     |
| SPAL       | 3:2      | 0:0    | 1:1        | 1:0   | 2:2   | 1:3      | 0:1   | 1:0     | 0:0   | 1:1    | 2:1    | 0:1     | 0:0 | 2:1       | –    | 2:3   | 0:0       | 2:1     |
| Turín      | 1:3      | 0:1    | 1:1        | 3:2   | 1:1   | 2:4      | 0:1   | 2:2     | 1:4   | 0:2    | 1:0    | 2:1     | 1:1 | 2:0       | 1:0  | –     | 1:1       | 1:0     |
| Triestina  | 3:2      | 3:1    | 1:1        | 1:1   | 0:0   | 2:2      | 1:1   | 2:1     | 0:6   | 1:1    | 3:1    | 1:0     | 2:2 | 2:1       | 3:0  | 2:1   | –         | 2:1     |
| Udinese    | 2:2      | 3:2    | 1:2        | 3:1   | 0:2   | 0:2      | 1:1   | 1:2     | 2:2   | 3:3    | 1:1    | 1:0     | 2:1 | 1:2       | 1:1  | 3:0   | 4:2       | –       |

### Střelecká listina
| Pořadí | Jméno               | Klub       | Branky |
| ------ | ------------------- | ---------- | ------ |
| 1.     | Gunnar Nordahl      | Milán      | 23     |
| 2.     | Hasse Jeppson       | Neapol     | 20     |
| 3.     | Eduardo Ricagni     | Juventus   | 17     |
| 3.     | Adriano Bassetto    | Atalanta   | 17     |
| 5.     | Poul Rasmussen      | Atalanta   | 15     |
| 5.     | Jørgen Sørensen     | Milán      | 15     |
| 7.     | Giampiero Boniperti | Juventus   | 14     |
| 8.     | Egisto Pandolfini   | Řím        | 13     |
| 8.     | Gino Armano         | Inter      | 13     |
| 8.     | Giancarlo Bacci     | Fiorentina | 13     |

## Vítěz
| Serie A Vítěz pro rok 1953/54 |
| ----------------------------- |
| FC Inter Milán                |
|                               |